# Rufin Mbou Mikima
 (février 2019).
Si vous disposez d'ouvrages ou d'articles de référence ou si vous connaissez des sites web de qualité traitant du thème abordé ici, merci de compléter l'article en donnant les références utiles à sa vérifiabilité et en les liant à la section « Notes et références ».
Mesmer Rufin Mbou Mikima, est un documentariste, réalisateur de courts-métrages et producteur, né le 12 septembre 1980 à Komono au Congo-Brazzaville.

## Biographie
Après un Master de Réalisation documentaire de création à Grenoble, il crée Inzo ya bizizi  (la « case des images » en kituba), société de production cinématographique et audiovisuelle à Pointe Noire, au Congo. Il est, entre autres, l’auteur du documentaire Entre racines et auteur-réalisateur du film court métrage de fiction Au nom de…. Il a travaillé comme scénariste sur la série télévisée Stévy et Shékina et est par ailleurs coordinateur de Africadoc Brazza depuis 2008.
En 2013, il crée avec la cinéaste franco-sénégalaise Angèle Diabang et Patricia Courché, LES FILMS DU PAQUEBOT, société de production cinématographique et audiovisuelle  installée au Havre,.
Il est l'auteur d'une thèse intitulée "Le documentaire de création en Afrique francophone subsaharienne et le discours au présent".

## Filmographie

### Fictions
- 1999 : Télévision Pour Tous, Pointe-Noire, Auteur et réalisateur de sketchs
- 2002 : Sans tabou (court métrage), de Amour Sauveur - Scénariste, Assistant Réalisateur, Acteur et Scripte.
- 2003 : Frère des tréfonds (court métrage), auteur.
- 2005 : Au nom de... (court métrage), auteur réalisateur [1],[2] Produit par médiAfrique communication et Allison productions, financé par le Fond. Images Afrique et l’Agence Intergouvernementale de la Francophonie.

- Frère des tréfonds[2], (court-métrage) de Marc Havard Duclos, produit par le PNUD et le CCF de Brazzaville - Scénariste et Chef lumières
- Stevy et Shékina (Série télévisée) - produit par Hortense Films et Allison Productions[2] financée par le Fond Images Afrique et l’Agence Intergouvernementale de la Francophonie - Auteur

### Documentaires
- 2005 : Brazz’arts : présentation des artistes congolais (13 min), auteur et coréalisateur. Film présentant les artistes brazzavillois sélectionnés aux Ve jeux de la francophonie à Niamey - Production Groupe Lang et CCF de Brazzaville
- 2006 : Tenrikyo, une tradition en toge noire (52 min), auteur réalisateur[1],[6]. financé par l’Agence Intergouvernementale de la Francophonie et Jan Vrijman Fund (Hollande).
- 2007 : Luann  (8 min), auteur-réalisateur (film d'études)
- 2012 : Tsofa (51 min), auteur-réalisateur [1],[7]
- 2017 : À la recherche du vinyle d'ébène (52 min) [8],[9],[10]
- Nous-autres (60 min), coauteur réalisateur (film collectif d'études)
- Sons nouveaux (9 min), auteur-réalisateur (film d'études)
- Entre racines [2]

### Productions
- 2012 : La vie n'est pas immobile de Alassane DIAGO, documentaire de 60 min, 2012 / Grand prix international aux Escales documentaires, La Rochelle 2012 / Prix Hors-frontières au festival Traces de Vies, Vic le Comte 2012
- 2013 : La souffrance est une école de la sage de Ariane Astrid ATODJI, documentaire de 76 min, 2013
- 2013 : Mboté de Tshoper Kambabi, court métrage de fiction de 26 min / Trophée francophone du meilleur court métrage 2013 [4]
- 2014 : Chroniques 44 de Georges Guérin et Maurice Ferlet, court métrage de fiction de 26 min, 2014
- 2015 : Yolande ou les blessures du silence de Léandre-Alain Baker, documentaire de 50 min, 2015 [4]
- 2017 : À la recherche du vinyle d'ébène de Rufin Mbou Mikima, documentaire de 52 min, 2017
- 2019 : Rajada Dalka [6]
- Le mystère Picsou de Morgann Gicquel, long métrage documentaire
- Loin sur la terre des hommes  de Julie Peghini, court métrage documentaire
- Lanzhou  de Zian Wang, long métrage de fiction tourné en Chine, en coproduction avec Fiction 9 et 22 Films (Chine)

### Autres
- Directeur de collection des films documentaires sur « l’exclusion » pour médiAfrique communication
- Animateur du Ciné-club du CCF de Brazzaville
- En 2016, jury dans la section "Documentaires" du festival "Lumières d'Afrique".

## Prix et récompenses
- 2012 : Prix du meilleur court métrage documentaire au festival Vues d’Afrique de Montréal pour Tsofa, de Rufin Mbou Mikima, film documentaire de 51 min
- 2013 : Trophée francophone du meilleur court métrage 2013 pour Mboté de Tshoper Kambabi, court métrage de fiction de 26 min